# マービン・ミンスキー
マービン・リー・ミンスキー（英語: Marvin Lee Minsky、1927年8月9日 - 2016年1月24日）は、アメリカ合衆国のコンピュータ科学者であり、認知科学者。専門は人工知能 (AI) であり、マサチューセッツ工科大学の人工知能研究所の創設者の1人。初期の人工知能研究を行い、人工知能や哲学に関する著書でも知られ、「人工知能の父」と呼ばれる。現在ダートマス会議として知られる会議の発起人の一人。

## 経歴
マービン・リー・ミンスキーは、ニューヨーク市で父は医者で母はシオニズム運動家というユダヤ人家庭に生まれ、ブロンクス科学高等学校に進学した後、マサチューセッツ州アンドーバーのフィリップス・アカデミーに転校した。そして、1944年から1945年まで、アメリカ海軍で兵役に就いた。ハーバード大学で数学を学び、1950年に卒業した。その後、1954年にはプリンストン大学で数学の博士号を得た。1958年以降、マサチューセッツ工科大学（MIT）に所属している。1959年、ジョン・マッカーシーと共にMITコンピュータ科学・人工知能研究所の前身となる研究所を創設。その後はMITのメディアアートおよび科学の Toshiba Professor となり、電気工学と計算機科学の教授をしていた。
アイザック・アシモフは、ミンスキーのことを「自分が出会った人物のなかで自分より聡明なたった2人のうちの1人」だとしている。ちなみに、もう1人はカール・セーガンだという。

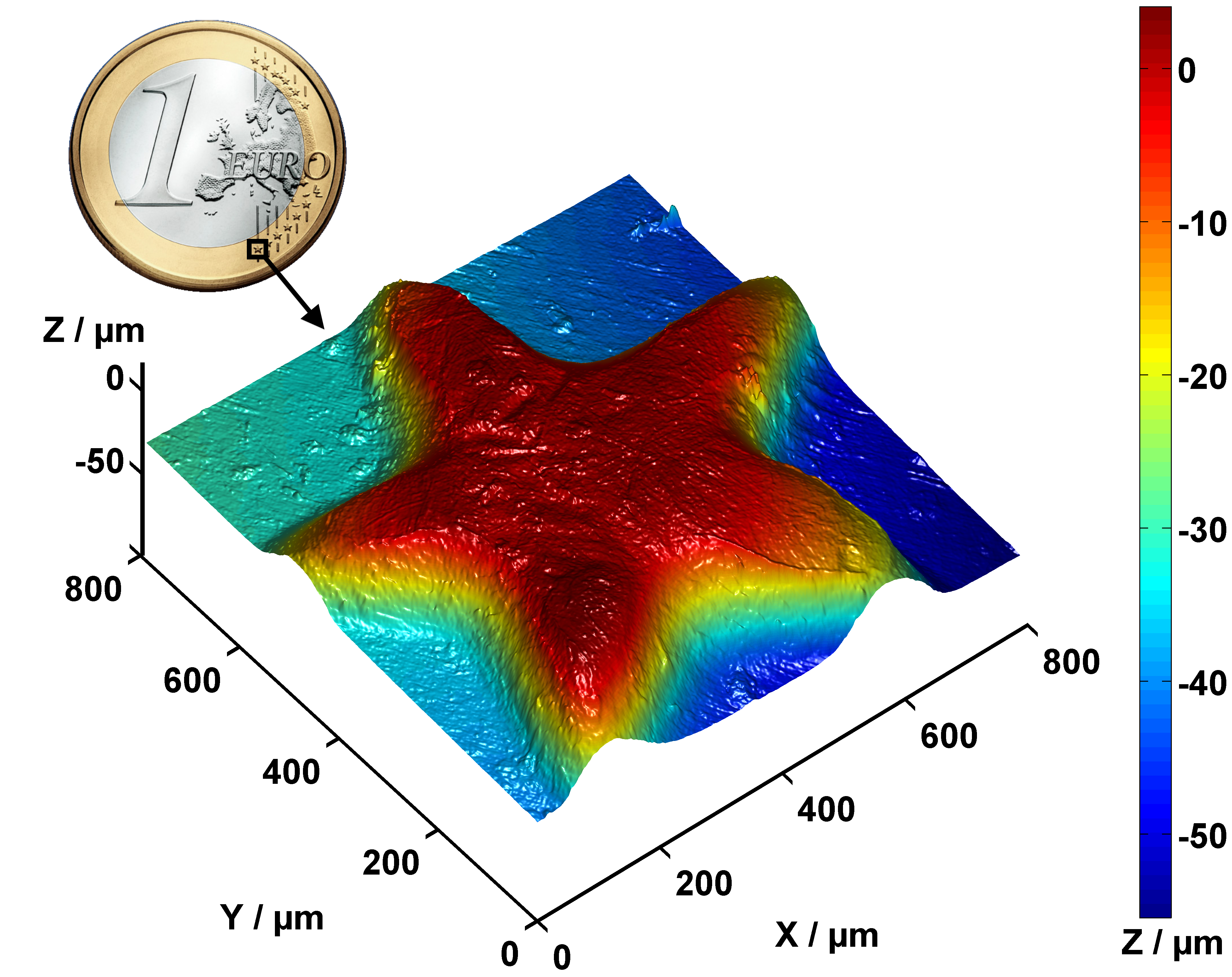
硬貨の一部を白色光共焦点顕微鏡で拡大したものを3次元表示した例

ミンスキーの特筆すべき特許として、世界初のヘッドマウント型グラフィックディスプレイ（1963年）と共焦点顕微鏡（1961年、今日よく使われている共焦点レーザー顕微鏡の原点）がある。また、シーモア・パパートと共にLOGO言語を開発した。その他にも、1951年、ミンスキーは世界初のランダム結線型ニューラルネットワーク学習マシン SNARC を製作している。
シーモア・パパートとの共著『パーセプトロン』は、ニューラルネットワーク解析の基礎を築いた。人工知能の歴史の中でも大きな議論を呼んだ著書であり、単純パーセプトロンは線形分離不可能なパターンを識別できない事を示し、1960年代の第1次ニューラルネットワークブームを終わらせ、1970年代の人工知能の「冬」をもたらす原因のひとつにもなった。
彼は他にもいくつかのAIモデルを考案している。著書「A framework for representing knowledge」（「知識表現の枠組み」の意味）ではプログラミングの新パラダイムを生み出した。また、『パーセプトロン』は今では実用書というよりも歴史的な著作だが、フレーム理論は今も広く使われている。ミンスキーは映画『2001年宇宙の旅』にアドバイザーとして参加し、映画にも小説にも名前が出ている。
たぶん誰もそのことを知らないだろう。それは重要ではなかった。1980年代、ミンスキーとグッドは、ニューラルネットワークがいかにして任意の学習プログラムに従い自動的に生成され自己複製するかを示した。人工頭脳は人間の脳の発達と極めてよく似たプロセスで成長させることができた。どのような場合でも、精密な詳細を知ることはできないし、たとえ詳細がわかっても人間が理解できる複雑さの百万倍も複雑すぎるだろう。—Arthur C. Clarke、2001: A Space Odyssey
1970年代初期、MIT人工知能研究所でミンスキーとシーモア・パパートは、「心の社会」理論と呼ばれるものを開発し始めた。理論は、どうしていわゆる知能が知的でない部分の相互作用から生まれるかを説明することを試みる。ミンスキーは、おもちゃのブロックを積み上げるロボットアーム、ビデオカメラ、およびコンピュータを使うマシンを作成しようとした彼の作業からこの理論についての着想を得たと言う。1986年、ミンスキーは以前の著作のほとんどと違って、一般大衆向けに書かれたこの理論の包括的な本『心の社会』を出版した。
2006年11月に出版した「The Emotion Machine」は、人間の心の働きについての様々な理論を批判し、新たな理論を示唆し、しばしば単純なアイデアをより複雑なものに置換している。この本の草稿は彼のウェブページで無料で公開されている。
2016年1月24日、脳出血のため死去。88歳没。

## 受賞歴と加入組織
受賞歴は次の通り。
- 1969年: チューリング賞
- 1990年: 日本国際賞[11]
- 1991年: IJCAI Award for Research Excellence
- 2000年: R・W・ウッド賞
- 2001年: ベンジャミン・フランクリン・メダル[12]
- 2006年: コンピュータ歴史博物館フェロー
- 2011年: IEEE Intelligent Systems の人工知能の殿堂入り[13][14]
- 2014年:ダン・デイヴィッド賞

ミンスキーは以下の組織・団体に加入している。
- 全米技術アカデミー
- 米国科学アカデミー
- Extropy Institute の諮問委員[15]
- アルコー延命財団の科学諮問委員会[16]
- kynamatrix Research Networkの理事[17]

ミンスキーはローブナー賞には批判的である。

## 私生活

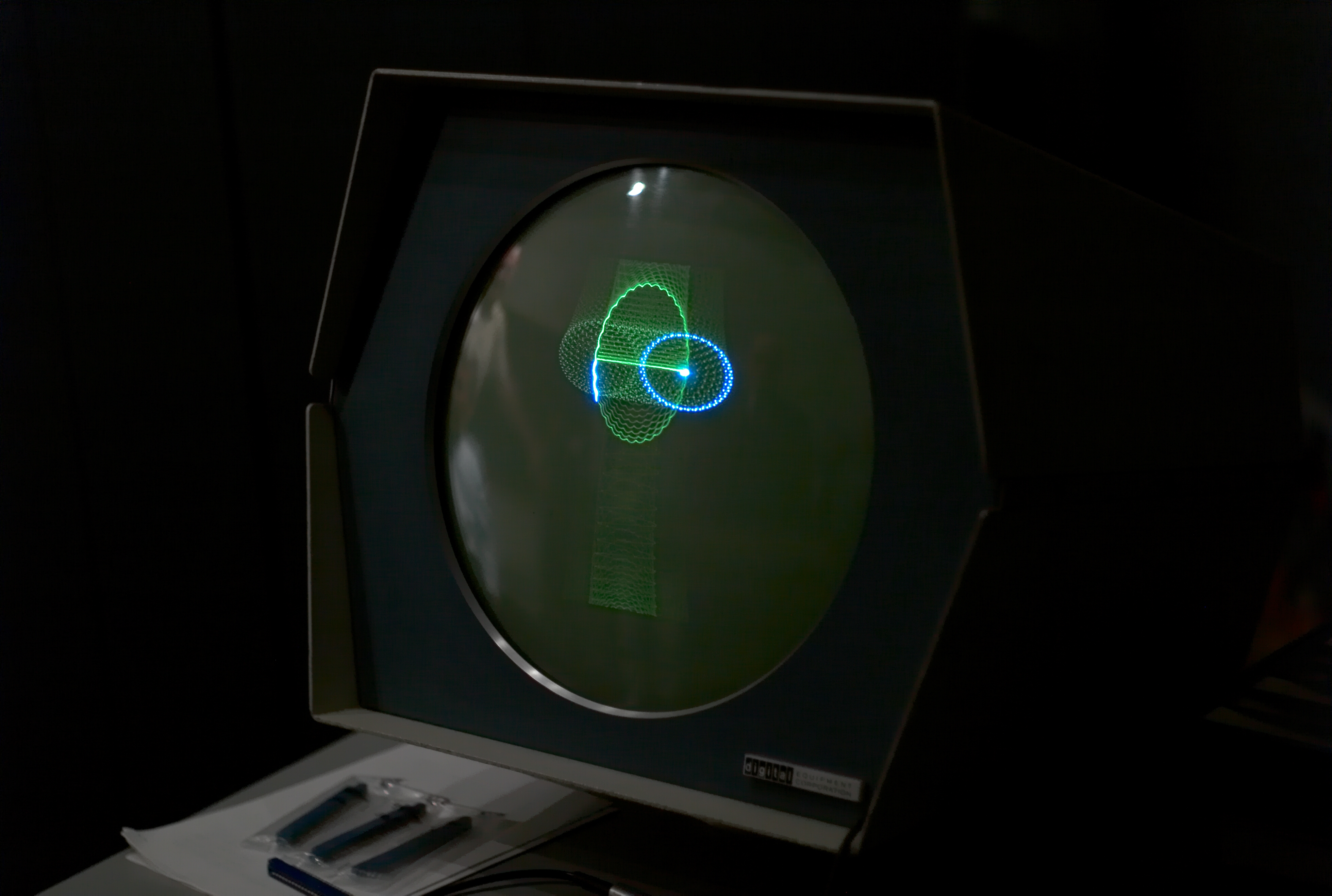
ミンスキートロンまたは "Three Position Display" （コンピュータ歴史博物館のPDP-1上で動作。2007年）

ミンスキーはジャーゴンファイルの人工知能に関する公案にも登場する。

私が実際言ったのは、「ランダム結線するなら、それもまた遊び方に先入観を与えることになるだろう。しかし、君はそれらの先入観が何なのかを全くわかっていない」ということだ。—Marvin Minsky
ミンスキーは3人の子をもうけた。そのうちマーガレット・ミンスキーはMITの哲学博士で、ハプティクスに関心を寄せている。孫は4人いる。

## 著作
- Neural Nets and the Brain Model Problem, Dissertation, Princeton University, 1954.
- Computation: Finite and Infinite Machines, Prentice-Hall, 1967.
金山裕訳『計算機の数学的理論』近代科学社、1970年
- Semantic Information Processing, MIT Press, 1968.
- Perceptrons, with Seymour Papert, MIT Press, 1969.
S.パパート共著、斎藤正男訳『パーセプトロン：パターン認識理論への道』東京大学出版会、1971年
S.パパート共著、中野馨、阪口豊訳『パーセプトロン〔改訂版〕』パーソナルメディア、1993年
- Artificial Intelligence, with Seymour Papert, Univ. of Oregon Press, 1972.
- Robotics, Doubleday, 1986.
- The Society of Mind, Simon and Schuster, 1987.
安西祐一郎訳『心の社会』産業図書、1990年
- The Turing Option, with Harry Harrison, Warner Books, New York 1992, ISBN 0-446515655.
- The Emotion Machine, Simon & Schuster, New York 2006, ISBN 978-0-743276641.
竹林洋一訳『ミンスキー博士の脳の探検：常識・感情・自己とは』共立出版、2009年
- Cynthia Solomon、Xiao Xiao編、大島芳樹訳『創造する心：これからの教育に必要なこと』オライリージャパン、2020年